# ジェームズ・ディクソン・イネス
ジェームズ・ディクソン・イネス（James Dickson Innes、1887年2月27日 - 1914年8月22日）はイギリスの画家である。主に山岳風景を描いたが、人物画も描いた。

## 略歴
ウェールズのラネリー(Llanelli)で生まれた。父親はスコットランド出身の歴史家で、母親はカタルーニャ人の血を引いていた。ウェールズの寄宿学校、クライストカレッジ・ブレコンで学んだ後、1904年からカーマーゼンの美術学校で学び、1905年に奨学金を得て、ロンドンのスレード美術学校に入学し、フィリップ・ウィルソン・スティーアらに学んだ。
1907年にニュー・イングリッシュ・アート・クラブの展覧会に出展し、1911年にウォルター・シッカートを中心とした美術家のグループの「カムデン・タウン・グループ」に参加し、シッカートの影響を受け、ウェールズ出身の画家、オーガスタス・ジョンの友人になった。
1911年に彫刻家のエリック・ギルとロンドンの画廊で2人展を開いた。アメリカで開かれたアーモリーショーにも出展した 。ウェールズの慈善家、テナント(Winifred Coombe Tennant)から支援を受けていた芸術家の一人であった 。1911年と1912年はオーガスタス・ジョンと北ウェールズのアレニグの峡谷を旅して風景画を描いた
。
結核であると診断されていて、転地のための旅を医者から勧められて、1908年から1913年には、フランスの地中海岸のコリウールなどで作品を描き、1913年はスペインやモロッコを旅した。1914年にケントの療養所で27歳で亡くなった。
フランスの「ポスト印象派」やドイツの「表現主義」のスタイルに近い作品を描き、後のイギリスの画家に影響を与えた。

## 作品

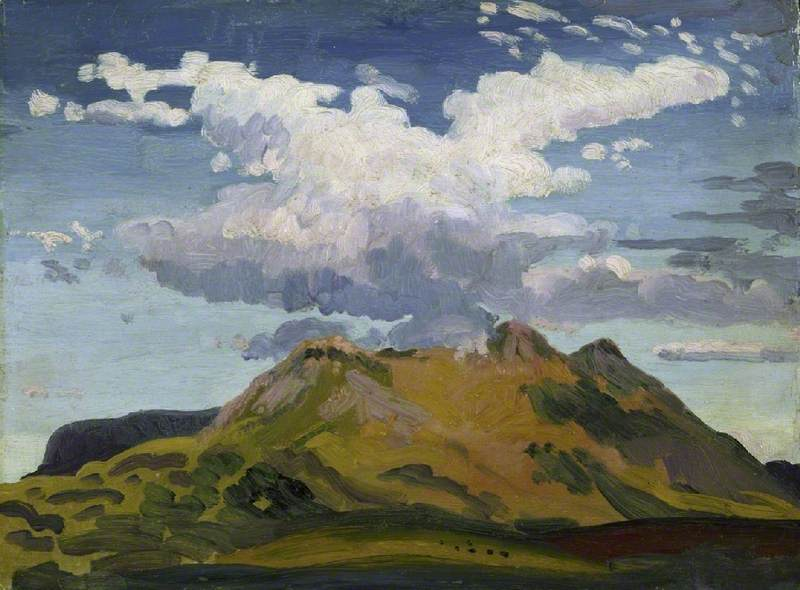
アレニグ風景
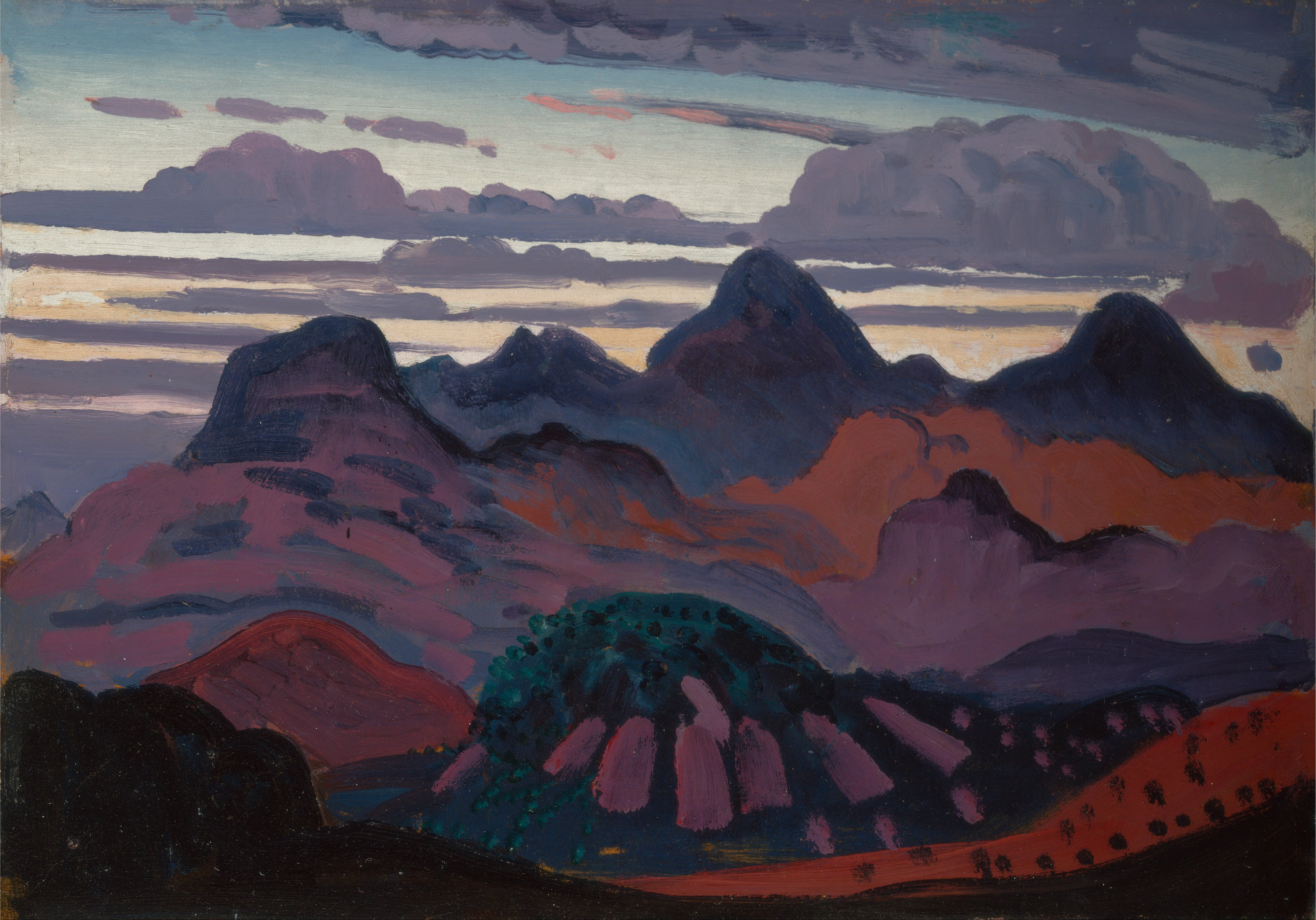
ピレネーの夕暮れ
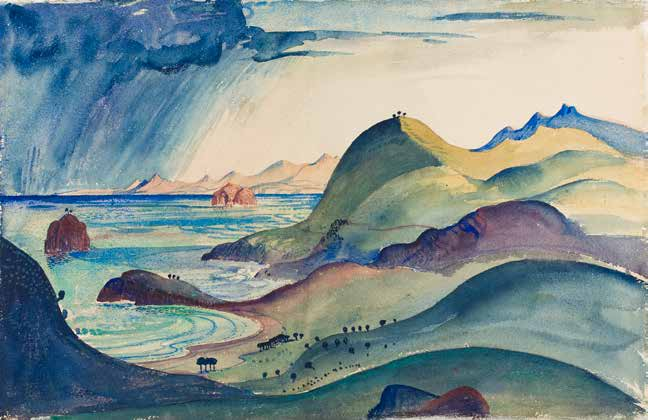
セルベールの海岸

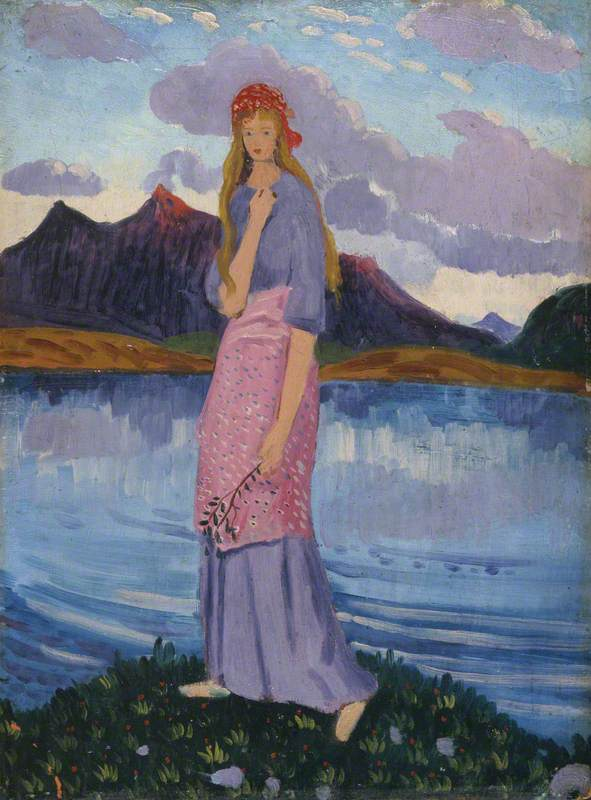
湖に立つ少女
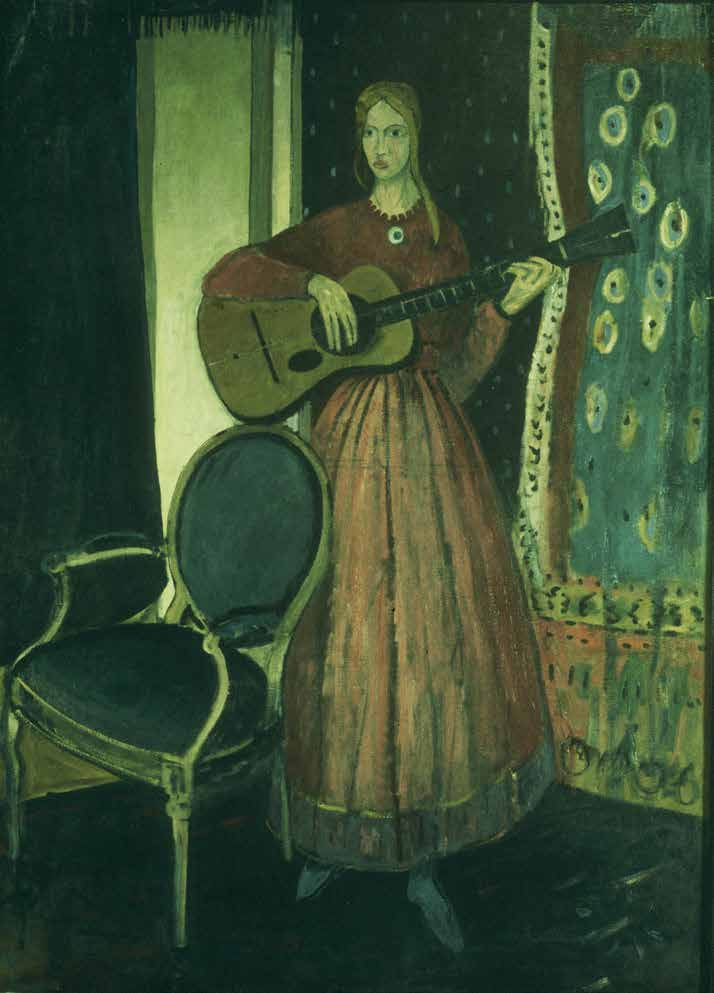
ギター持つ少女
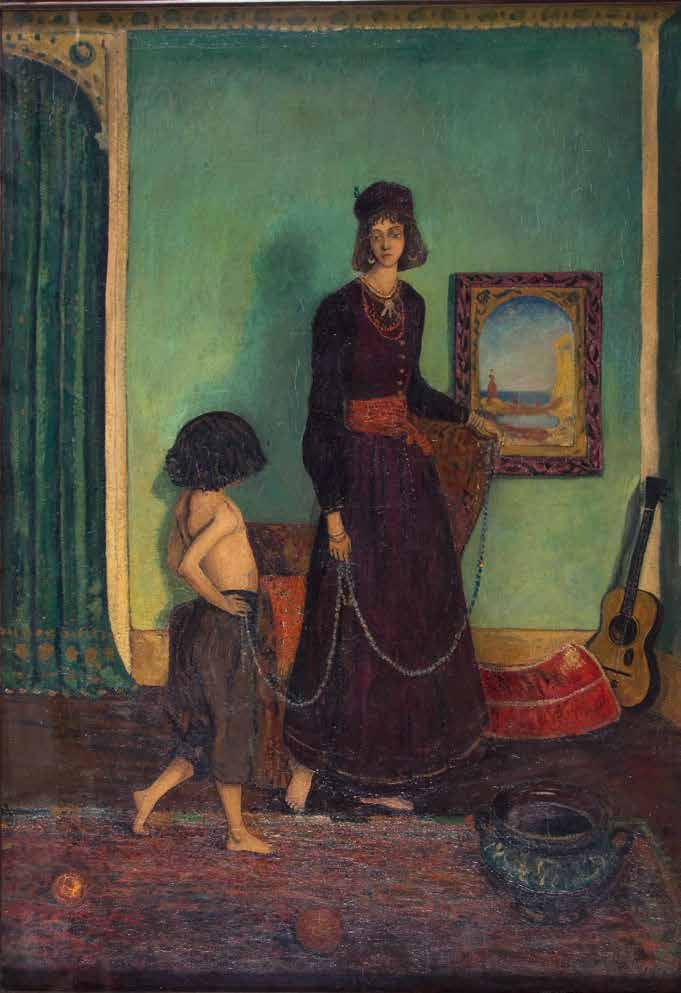
"Bead Chain"
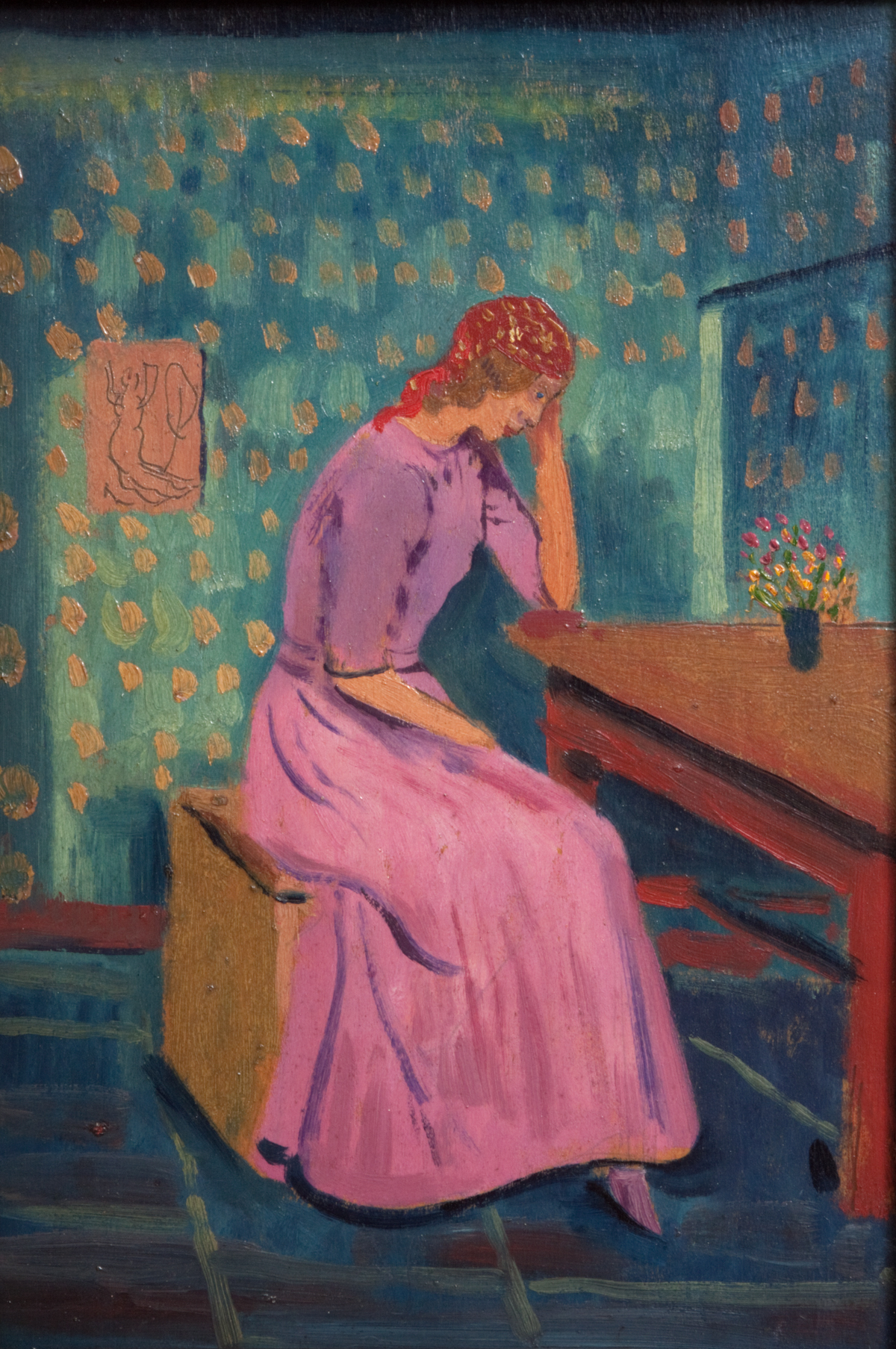
コテッジの中の少女

## 関連図書
- J. D. Innes 1887–1914 [exhibition catalogue Llanelli Public Library Nevill Memorial Gallery] (1987)
- Some Miraculous Promised Land: J. D. Innes, Augustus John and Derwent Lees in north Wales 1910–12 [exhibition catalogue, Mostyn Art Gallery, Llandudno] (1982)
- James Dickson Innes [exhibition catalogue, Southampton City Art Gallery, et alib.] (1978)
- Fraser Jenkins, David (1975). J. D. Innes at the National Museum of Wales. National Museum of Wales. ISBN 0-7200-0055-6.
- Modern English Painters Lewis to Moore by John Rothenstein (1956)
- Augustus John, Chiaroscuro (1952)
- J. Fothergill, James Dickson Innes (1948)
- R. Schwabe, 'Reminiscences of Fellow Students', in The Burlington Magazine (1943 January)
- Hoole, John; Simons, Margaret (2013). James Dickson Innes (1887–1914). Lund Humphries. ISBN 978-1848221390.